# Stor alriska
Stor alriska (Lactarius lilacinus) är en svampart som först beskrevs av Wilhelm Gottfried Lasch, och fick sitt nu gällande namn av Elias Fries 1838. Stor alriska ingår i släktet riskor och familjen kremlor och riskor.  Arten är reproducerande i Sverige. Inga underarter finns listade i Catalogue of Life.

## Källor

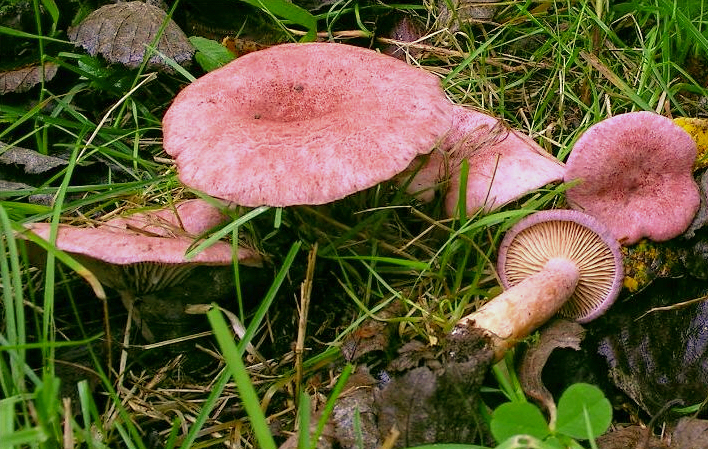
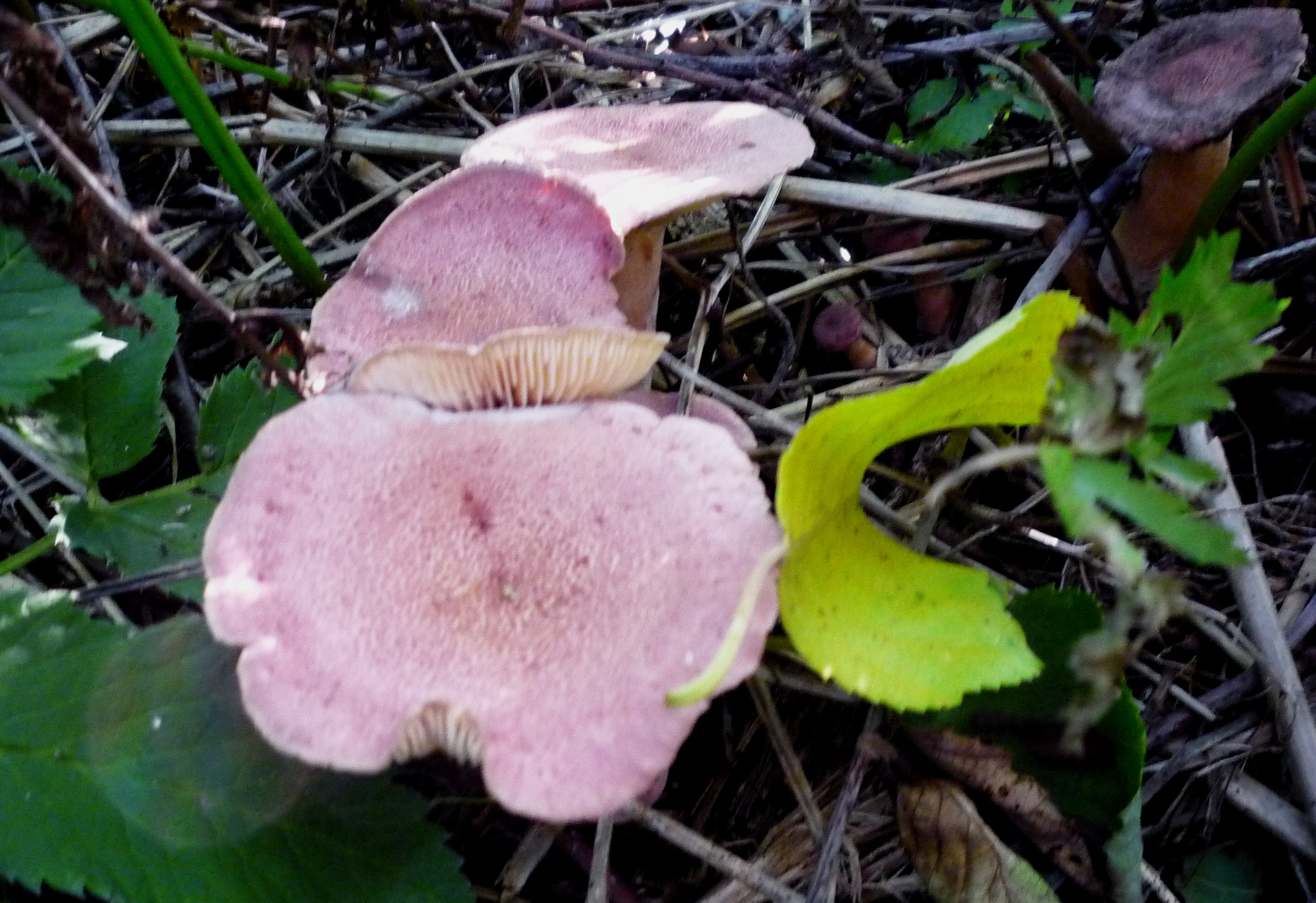
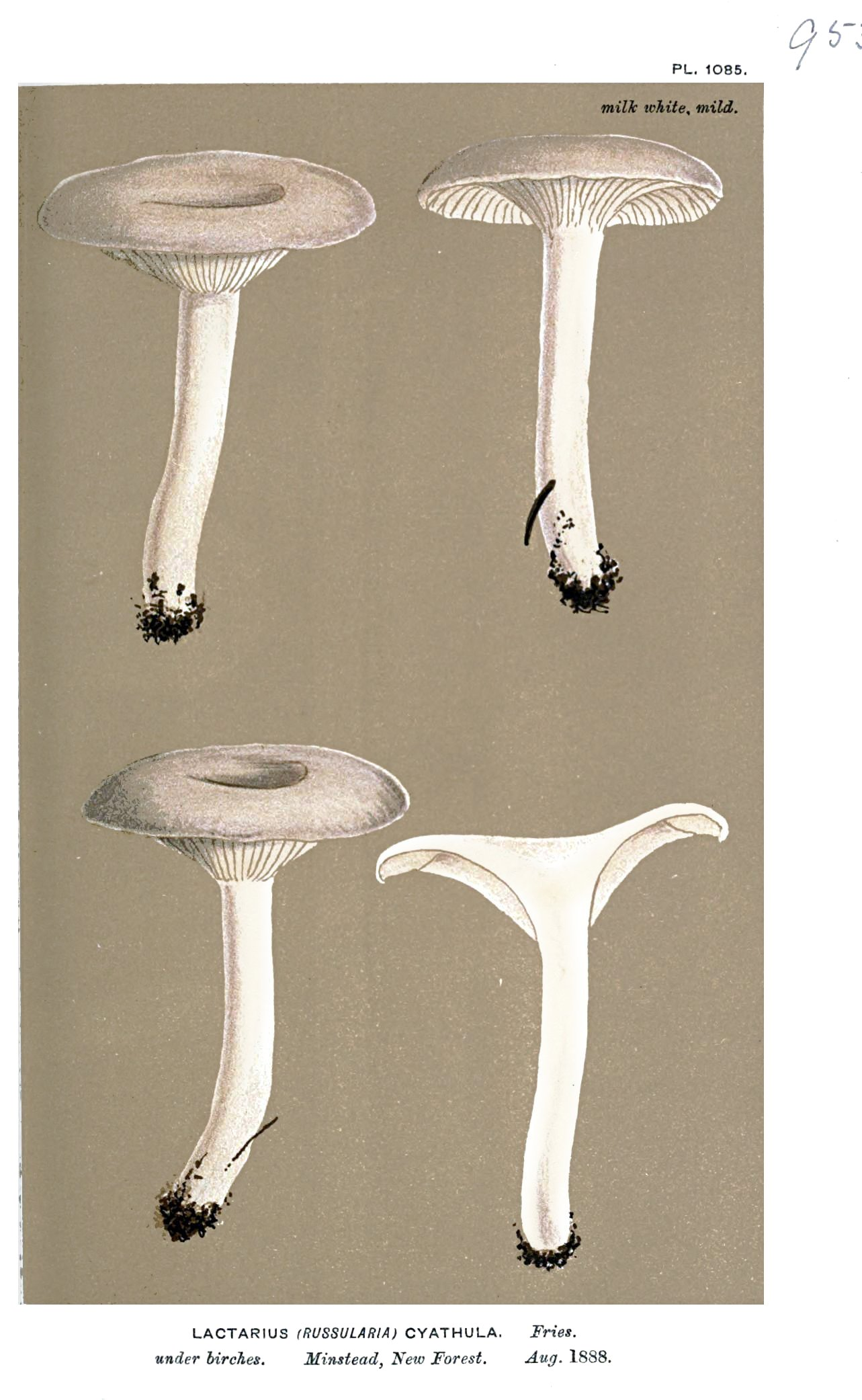
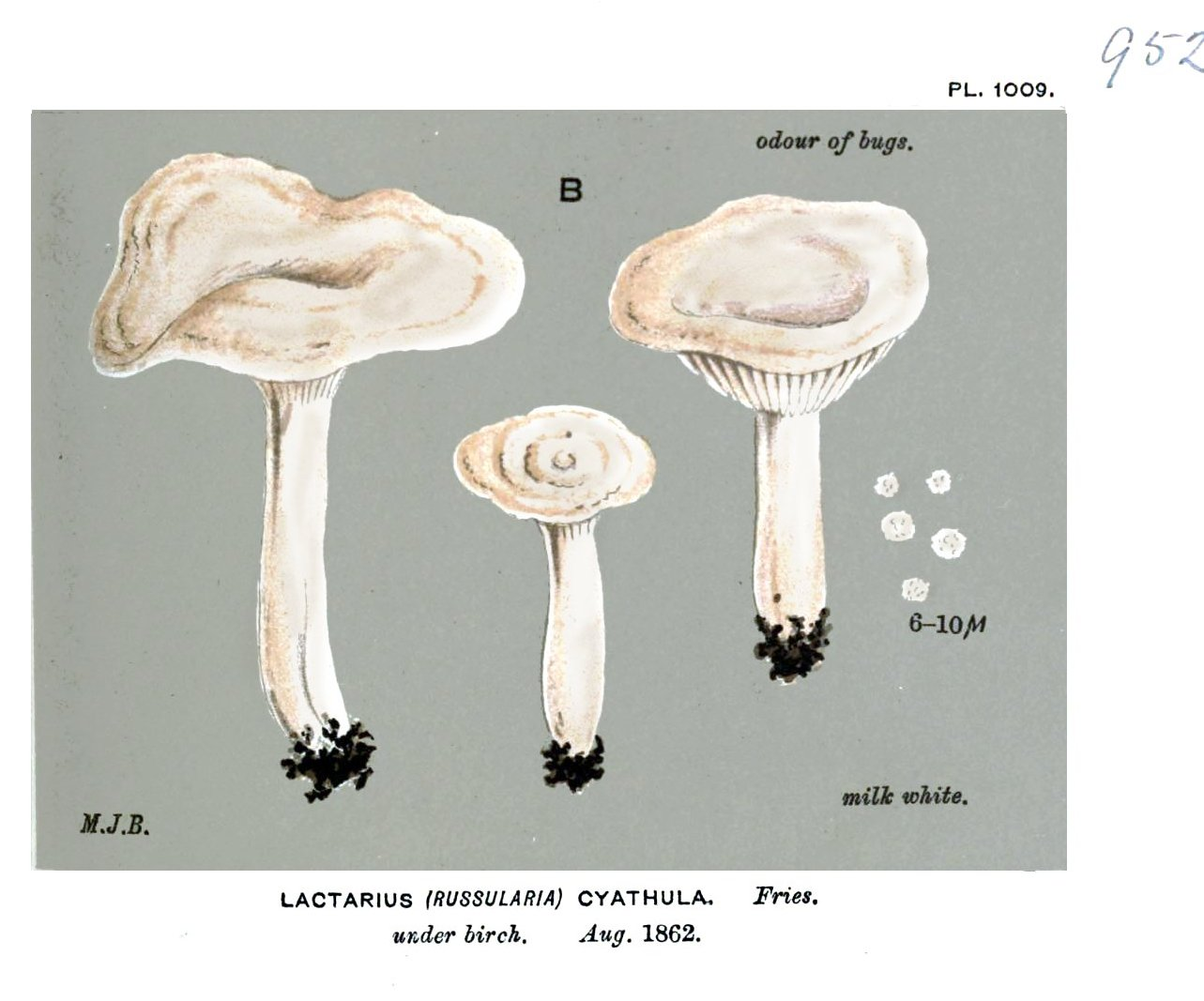
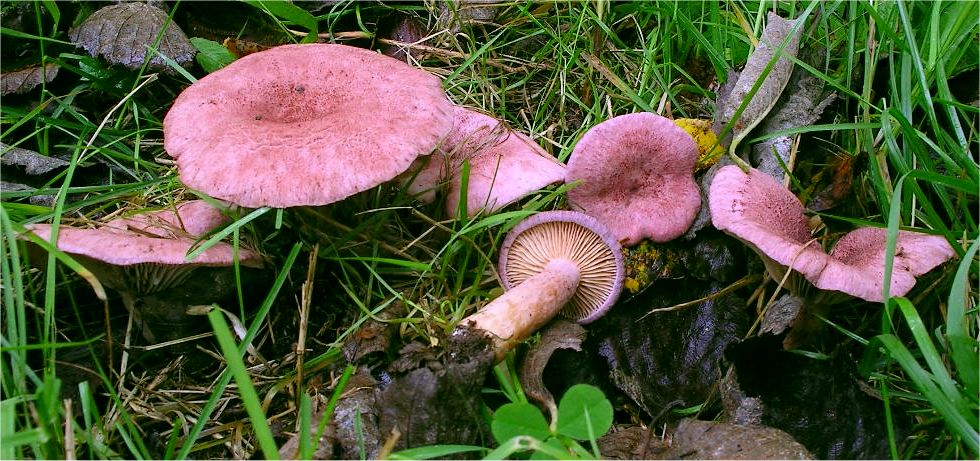
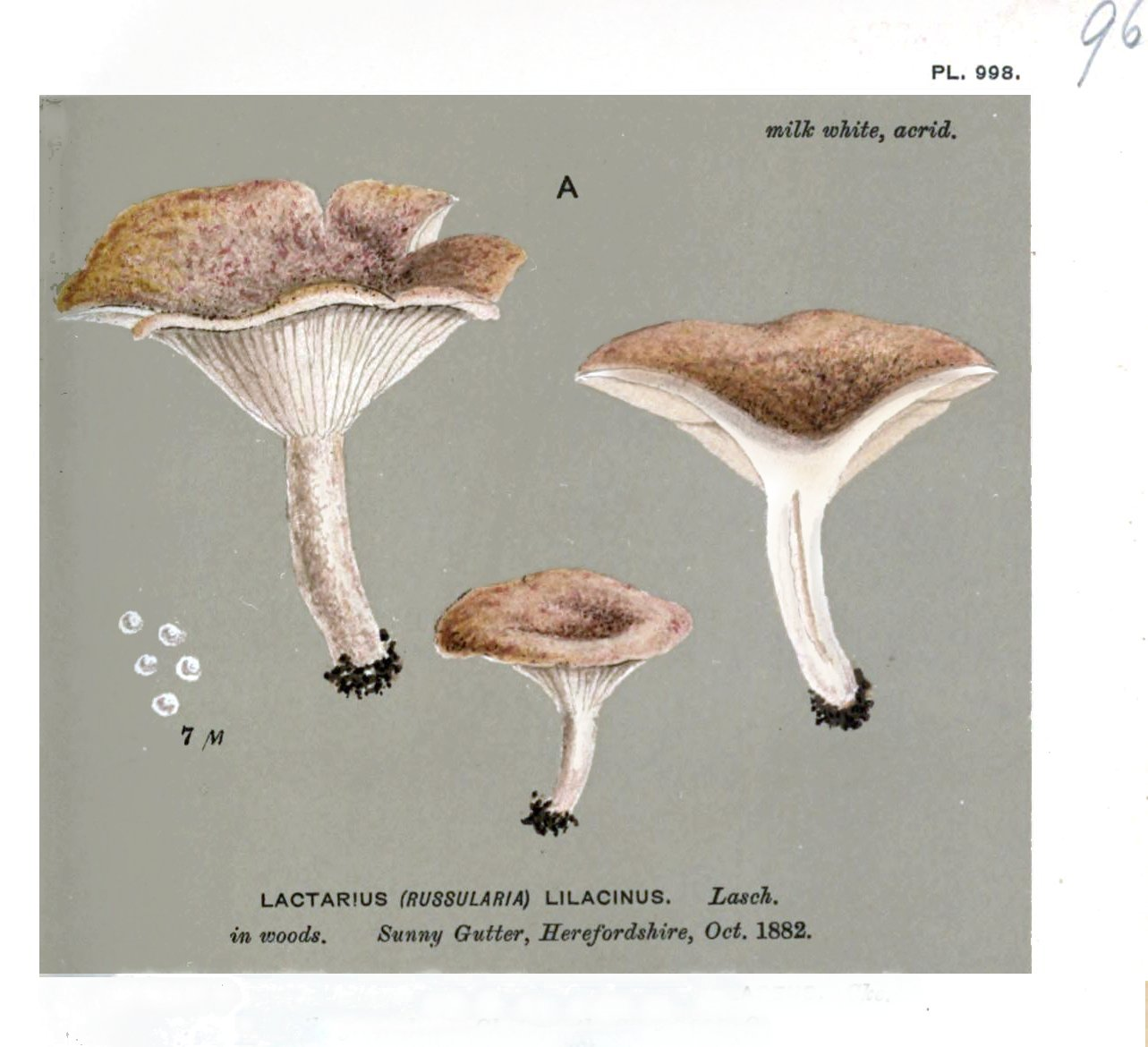